# アイ・フォウト・ザ・ロウ
「アイ・フォウト・ザ・ロウ」（I Fought the Law）は、アメリカ合衆国のバンド、ザ・クリケッツが1959年に発表した楽曲。

## 解説
メンバーのソニー・カーティスが加入前に作詞・作曲、事故死したバディ・ホリーの代わりに加入したクリケッツで発表、1965年にボビー・フラー・フォーのカバーにより一躍有名になった。だが、ボビー・フラーは、曲がビルボード・チャートに登場してから6カ月後に、車の中で窒息しているのが発見され、警察は自殺と断定したが、ファンの中には彼が殺害されたと信じる者もいたという。
2004年に偉大な500曲のローリングストーンのリストに第177位にランクされた。
多くのアーティストによってカヴァーされているが、ザ・クラッシュ（1979年）のバージョン（初代日産・エクストレイルのCM曲として用いられている）が一番よく知られていると共に、この他にも、クリス・クリストファーソン&リタ・クーリッジ（1978年）、ストレイ・キャッツ（1993年）、真島昌利（1993年）、THE MODS（2003年、LIVE EPIC 25でのライブ演奏他多数）、グリーン・デイ（2004年）などのカバーが存在する。